# Мачуха
Ма́чуха — нерідна мати для дітей чоловіка від його попереднього шлюбу (для чоловіка аналогічним терміном є «вітчим»).
Стосовно до мачухи діти чоловіка іменуються «пасинками» («пасербами»), або «пасербицями» («падчерками, падчірками»). У разі, коли діти є нерідними для обох батьків, найчастіше вживають термін «прийомна мати», або просто «мати».

## В культурі
Первісно під мачухою розумілася дружина, що походить з іншого племені, або племені, з яким не практикується обмін жінками. Тому в казках мачуха найчастіше є негативною, чужинською персонажкою. Казковий образ злої мачухи зображає порушення ендогамії.